# 斯特拉福德国际站
斯特拉福德国际站（英語：Stratford International station）是位于英國伦敦东部纽汉斯特拉福德的鐵路車站。車站於2009年11月30日東南鐵路公司開始在1號高速鐵路營運列車時啟用。不過車站建築於2006年4月已經建成。
它位於倫敦奧林匹克公園正中央，旁邊為稍後開設的西田斯特拉福德城商場。2011年8月31日，碼頭區輕便鐵路通車，以連接此站與斯特拉福德站。然而，碼頭區輕便鐵路與1號高速鐵路的站體被道路分開，蠔卡只可用於輕鐵而不可用於1號高速鐵路。此車站共有4個月台，建於「斯特拉福德箱」，一個1.1公里混凝土製作的切口裏。:154

## 背景
此站位於1號高速鐵路，介乎聖潘克拉斯車站與艾貝斯菲特國際車站之間。
車站兩側都是隧道。此站擁有四個月台，兩個在最外邊緣，兩個位於車站中心，形成一個島式月台。通過線在中間通過。島式月台上有一候車室，但外側月台沒有。
車站向東35米後，隧道從中央線的隧道下方通過。中央線隧道最低點距離1號高速鐵路隧道只有4.3和8米。:153–156
1996年海峽隧道鐵路連接法案並沒有授權建設此站，此站建設由一項根據1992年有關運輸法令批准。車站正中央是一條單線傾斜的高架橋，以便停止服務的列車離開車站前往車廠。

## 服務

### 本地高速服務
本地服務始於2009年12月13日，使用395型列車。以下為離峰時段服務：
- 每小時4班列車前往聖潘克拉斯車站（需時7分鐘）[8]
- 每小時2班列車前往Faversham
- 每小時1班列車經阿什福德國際車站及坎特貝雷西站前往Margate
- 每小時1班列車經阿什福德國際車站前往Dover Priory[8]

尖峰時段（早上7時至10時）每小時有19班列車前往聖潘克拉斯車站
在2012年倫敦奧運期間曾有計劃每小時8班列車行走介乎聖潘克拉斯及埃布斯福利特國際車站，經停斯特拉福德國際車站，以取代高速服務。其中兩班會延長至阿什福德，一班會延長至Faversham。在晚上11時至凌時1時間，聖潘克拉斯車站和埃布斯福利特國際車站之間的服務會增至每小時12班。

### 碼頭區輕便鐵路
碼頭區輕便鐵路延長段由斯特拉福德站延至此站，然後接上前北倫敦線的路線，經斯特拉福德高街站、修院路站、韋斯咸站及星辰里站前往景寧鎮站。起初計劃於2010年7月開通，但後來延誤至2011年8月31日。

### 巴士服務
倫敦巴士97、241、339及D8號途經斯特拉福德城巴士站直至2012年6月6日。該巴士站於奧運期間短暫關閉，直至2012年9月12日重開。計劃中，W14亦會於2012年奧運完結後加入營運。

### 國際服務
起初設立此站的目的是作為區域歐洲之星列車在倫敦的停靠站，繞過聖潘克拉斯車站繼續前往英國其他目的地。然而車站開業後，歐洲之星以客量和時間原因並不打算讓列車停靠，被批評為大白象工程。